# Alan Eustace

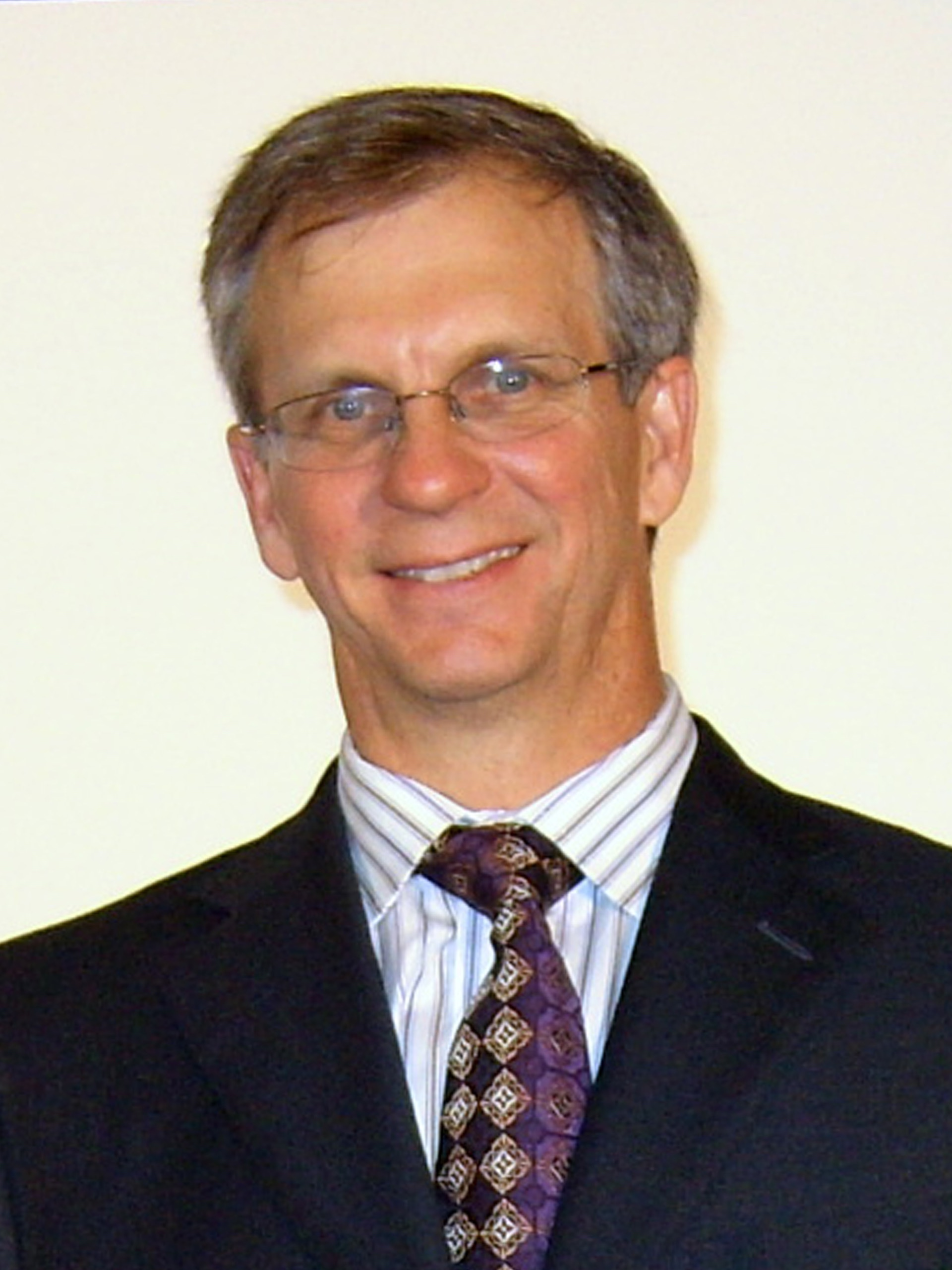
Alan Eustace (2008)

Robert Alan Eustace (* 1957) ist ein US-amerikanischer Manager. Er war bis 2015 Senior Vice President bei Google Inc. Ihm gelang 2014 ein Rekord-Stratosphärensprung mit einem Fallschirm.

## Leben und Ausbildung
Eustace wurde 1979 an der University of Central Florida zum Doctor of Philosophy in Informatik promoviert. Nach 15 Jahren bei Digital Equipment Corporation, Compaq und Hewlett-Packards Western Research Laboratory wechselte er 2002 zu Google.

## Stratosphärensprung
Am 24. Oktober 2014 unternahm er im Alter von 57 Jahren mit einem Fallschirm einen Stratosphärensprung aus 41.422 Meter Höhe und brach damit den zwei Jahre zuvor beim Projekt Red Bull Stratos aufgestellten Höhenrekord des österreichischen Extremsportlers Felix Baumgartner, und den Rekord für die höchste bemannte Ballonfahrt. Mit 1323 km/h (er erreichte diese Geschwindigkeit in 19.221 m Höhe) durchbrach er als zweiter Mensch im freien Fall die Schallmauer, war jedoch etwas langsamer als Baumgartner mit 1357,6 km/h. Er hatte seit 2011 mit einem kleinen Team – ohne Unterstützung von Google – an diesem Projekt „StratEx“ gearbeitet. Zum Aufstieg hing er ohne Kapsel mit einem Raumanzug direkt am Ballon.